# Expresszionista építészet Magyarországon
A magyarországi expresszionista építészet egy rövid ideig, az 1920/30-as években fennálló építészeti stílus volt.

## Története
Az európai expresszionista építészet hatással volt a magyar építészet fejlődésére is. Ugyanakkor az expresszinista inspirációjú épületek stílusát Magyarországon inkább „míves konzervatív irányzat”-nak szokták nevezni. Jellemzője – akár az európai expresszionizmusnak – a történelmi formák felhasználása modern megoldásokkal keverve. Igen gyakori a téglaburkolat alkalmazása.
A stílus gyakran keveredett más stílusokkal, így például a debreceni köztemető ravatalozója és krematóriuma esetén a népies stílussal, Rerrich Fehérvári út 88.-nál a német (neo)reneszánsszal.
A stílus elemei gyakran megjelennek art déco épületeken is. Példa lehet rá Gyárfás Antal Tátra utcai, art déco bérháza. Ennek expresszionista külső díszeit Erdély István készítette. Elsősorban art déco épület az Markó utcai Transzformátorház és a Radnóti Miklós Gyakorlóiskola is.

## Példák
Expresszionista hatások mutatkoznak a következő épületeken:
- 1913–1931: Lajta Béla és Hegedűs Ármin: ELTE Radnóti Miklós Gyakorlóiskola, Budapest, Cházár András u. 10.[2]
- 1932: Kismarty-Lechner Jenő és Szontágh Pál: Hősök Mauzóleuma, Debrecen, Honvédtemető utca[5]
- 1927–1928: Rerrich Béla: lakóház, Budapest, Fehérvári út 88.[3][6]
- 1928–1929: K. Császár Ferenc[7] vagy Rimanóczy Gyula: Dandár utcai gyógyfürdő, Budapest Dandár u. 3.[8]
- 1929–1930: Györgyi Dénes és Román Ernő: Transzformátorház, Budapest, Markó utca 9.[6]
- 1929–1930: Gyárfás Antal: lakóház, Budapest, Tátra u. 6.[4]
- 1929–1932: Rerrich Béla: A Dóm tér épületegyüttese (egyetemi internátus és papnevelő intézet, püspöki palota, egyetemi kutatóintézetek), Szeged[1]
- 1931–1932: Borsos József: Köztemető ravatalozója és krematóriuma, Debrecen, Benczúr Gyula u. 6.[9]
- 1936–1938: Wälder Gyula: Madách téri bérház, Budapest, Madách tér[10]
- 1938: Lux Géza: Kőtár, Székesfehérvár[10]
- 1941–1944: Borsos József: Honvéd téri református templom, Szeged, Honvéd tér 1.[11]

## Képtár

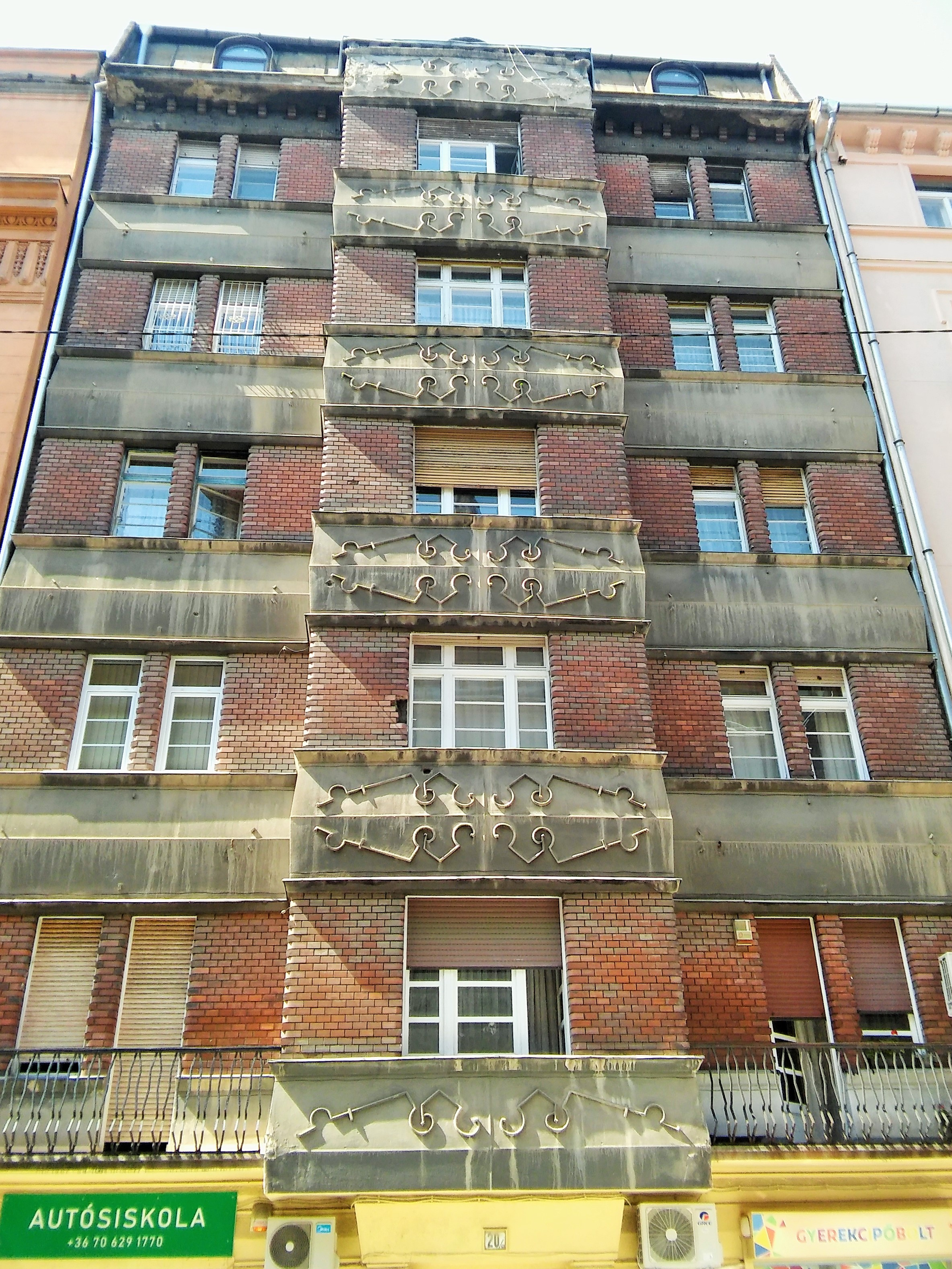
Budapest, Tátra u. 6.
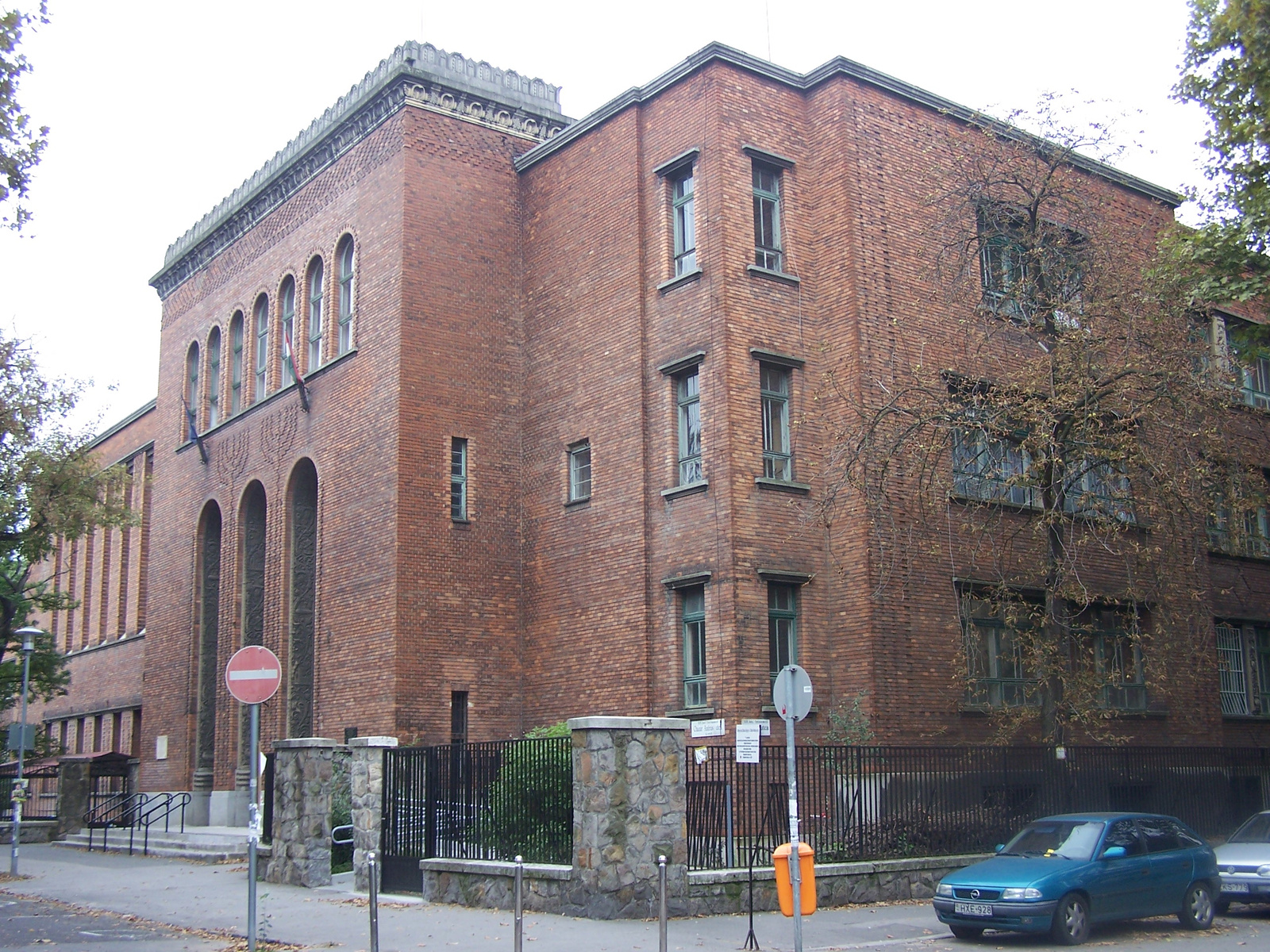
Budapest, Radnóti Miklós Gyakorlóiskola
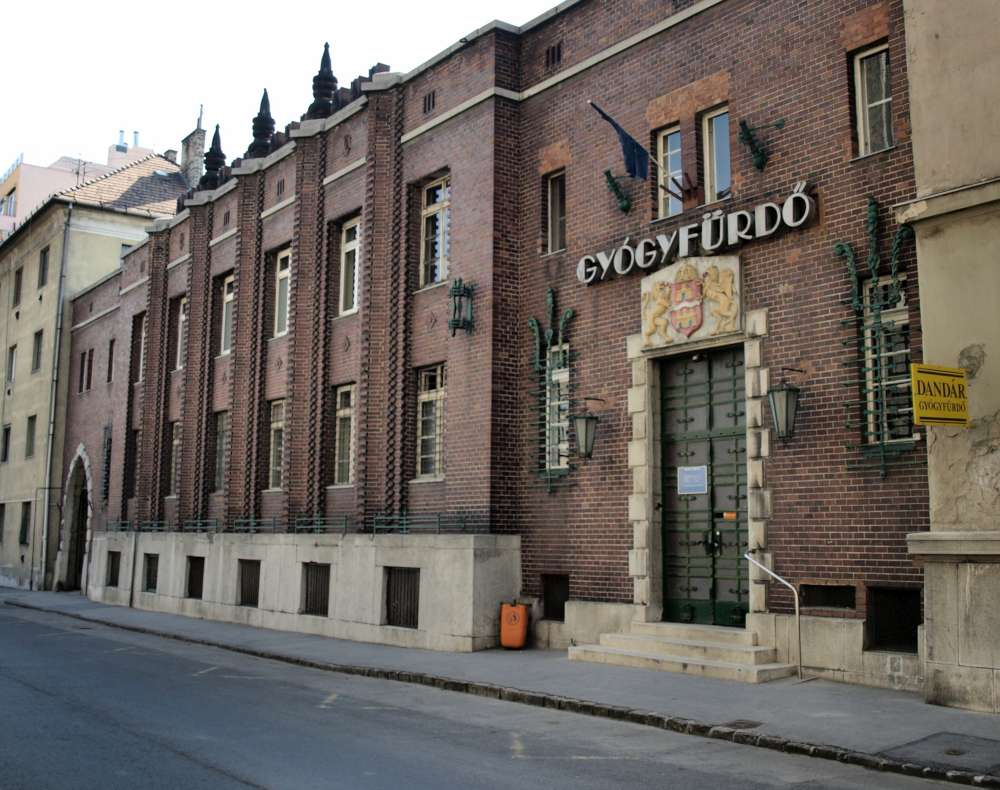
Budapest, Dandár utcai gyógyfürdő
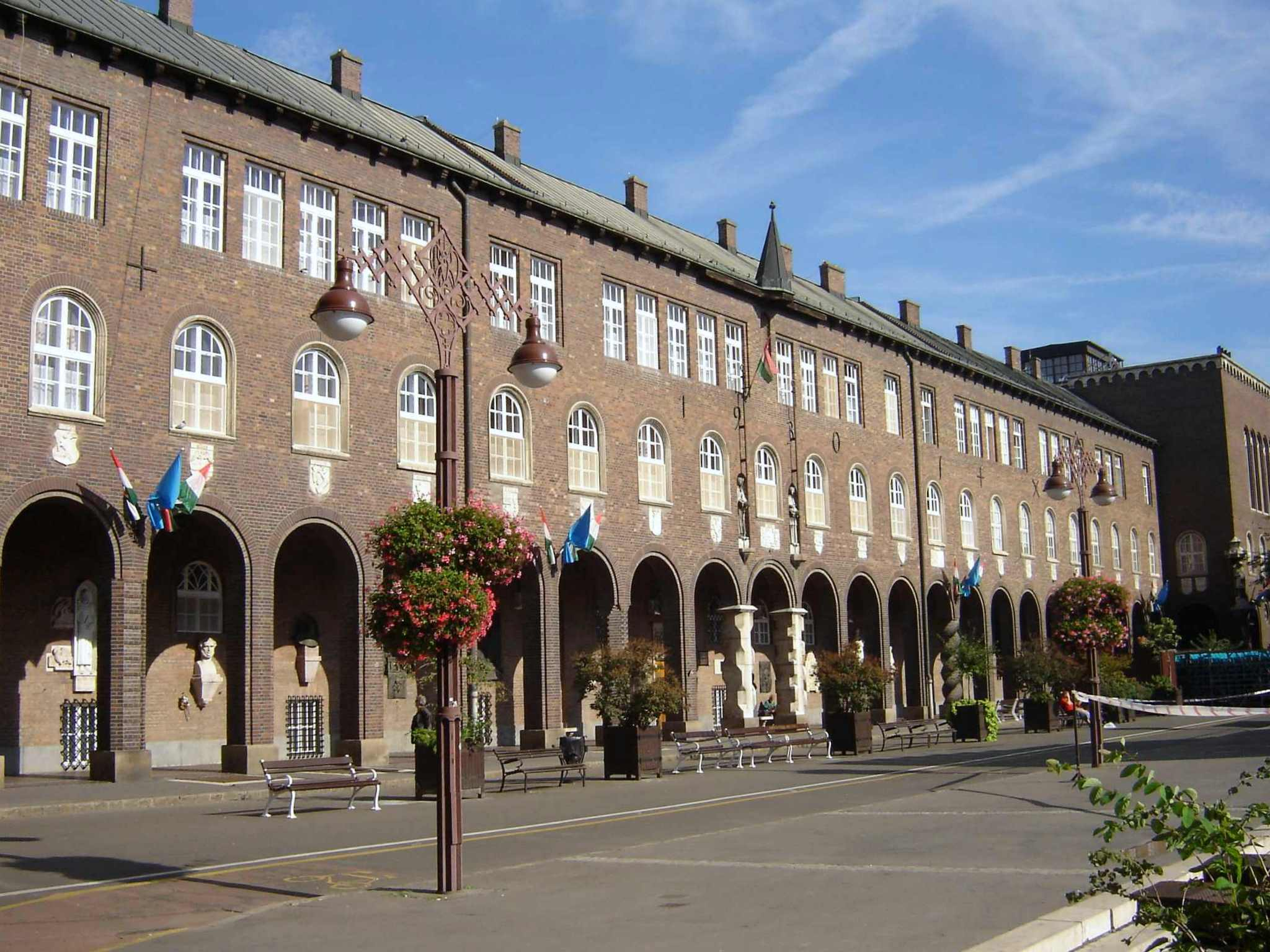
Szeged, A Dóm tér épületegyüttese
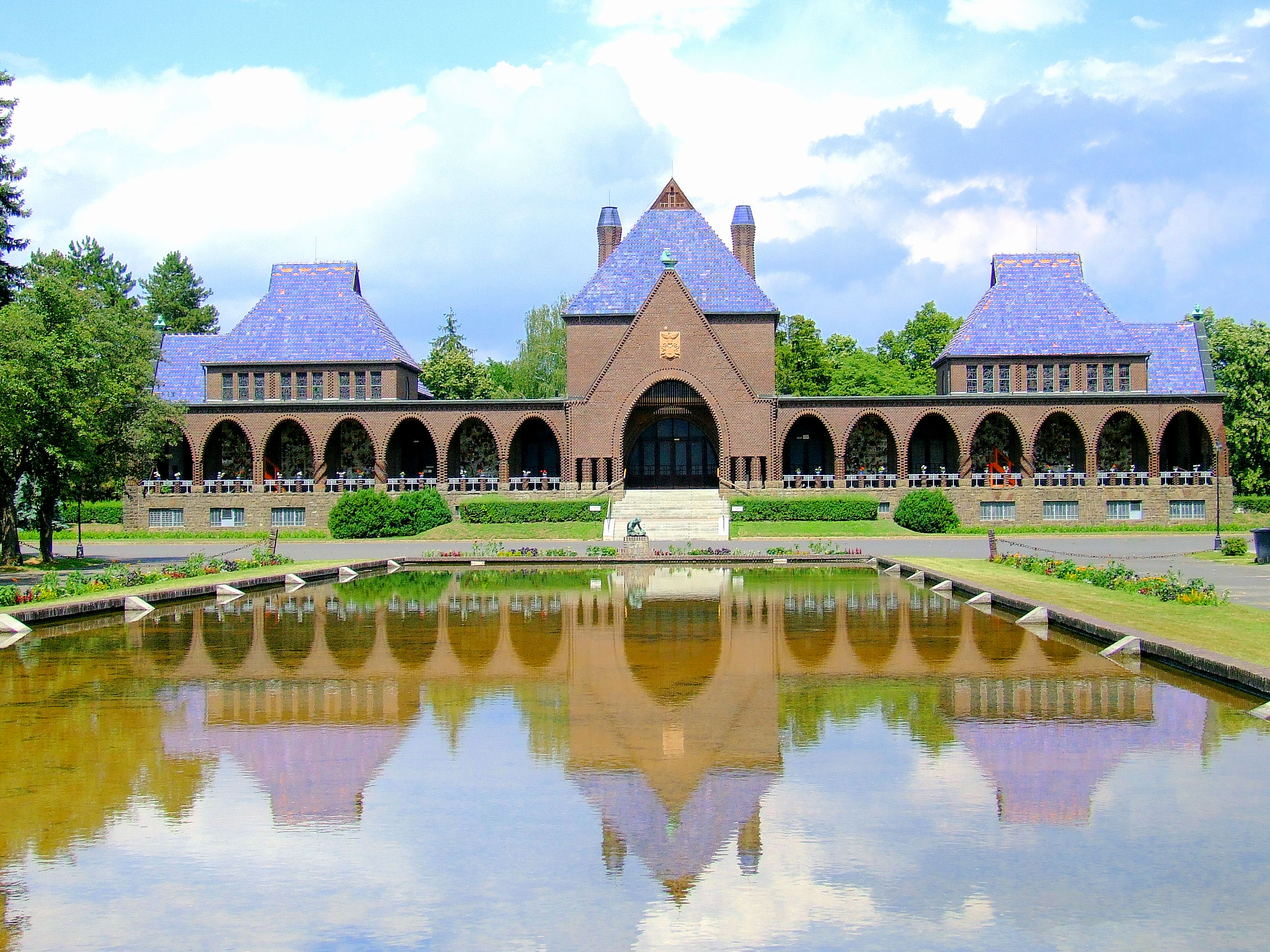
Debrecen, A köztemető ravatalozója és krematóriuma
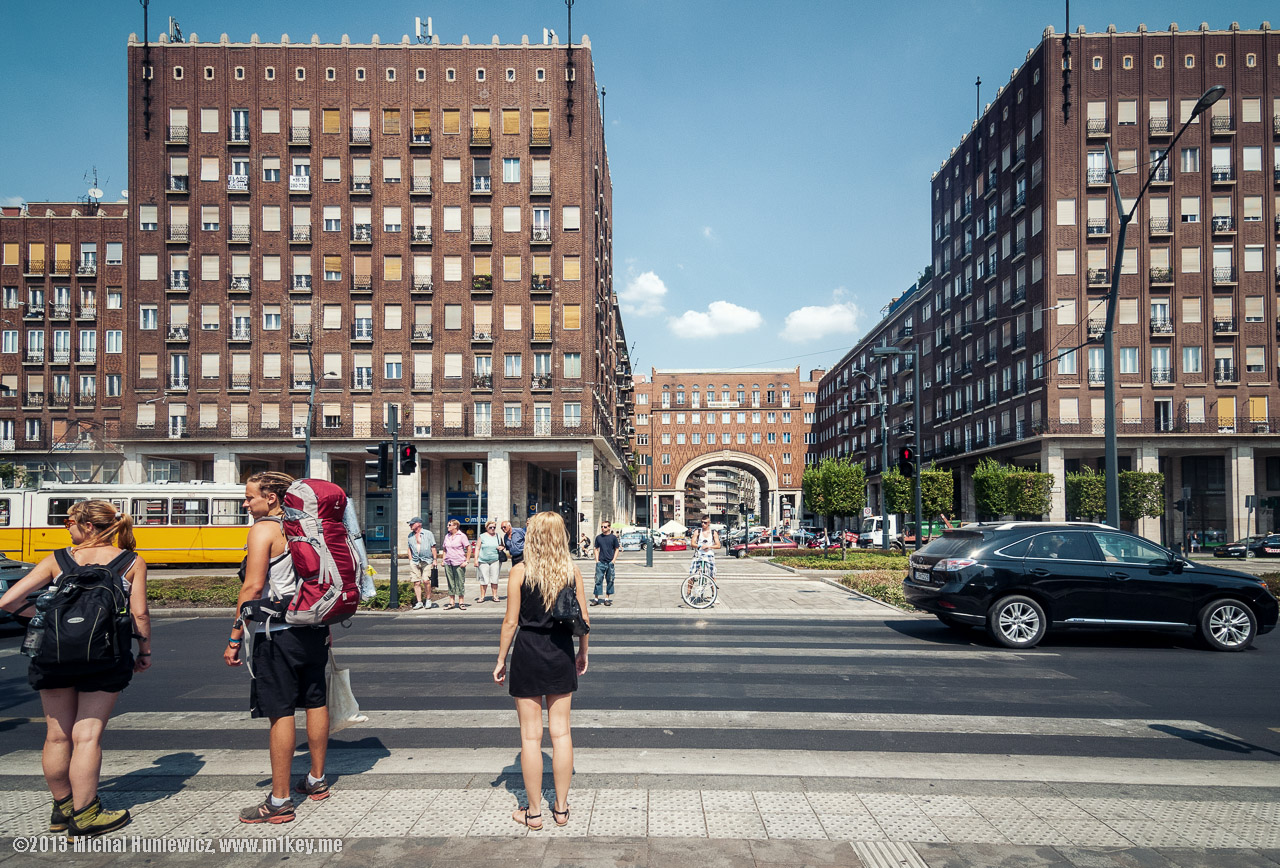
Budapest, Madách téri bérház
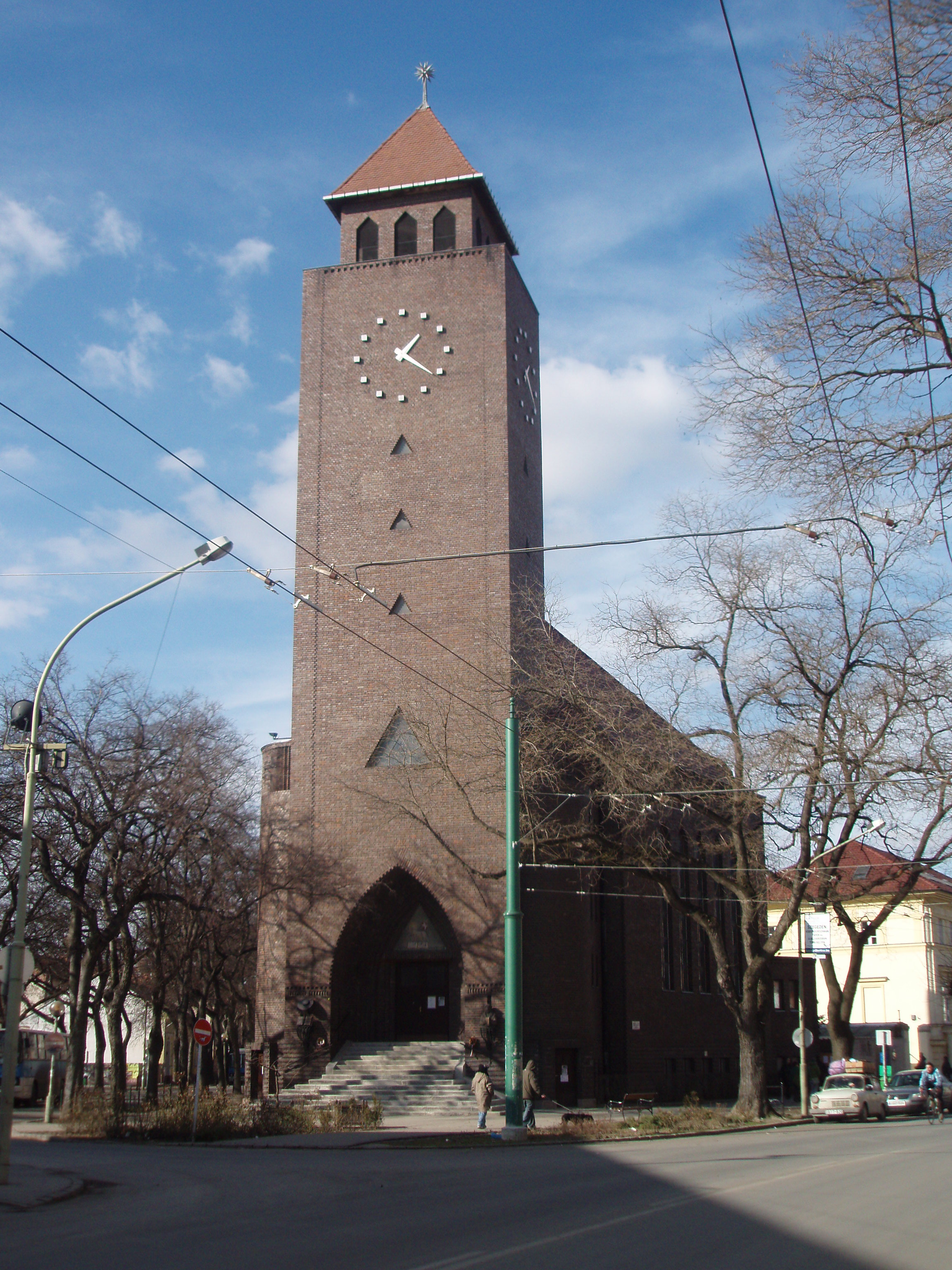
Budapest, Honvéd téri református templom